# روگاتیتسا
روگاتیتسا (به لاتین: Rogatica) یک منطقهٔ مسکونی در بوسنی و هرزگوین است که در جمهوری صرب بوسنی واقع شده‌است. روگانیتسا ۶۴۵ کیلومتر مربع مساحت و ۱۱٬۶۰۳ نفر جمعیت دارد.